# ولی‌آباد (ری)
ولی‌آباد (ری)، روستایی از توابع بخش مرکزی شهرستان ری در استان تهران ایران است.

## جمعیت
این روستا در دهستان عظیمیه قرار دارد و براساس سرشماری مرکز آمار ایران در سال ۱۳۸۵، جمعیت آن ۳٬۲۵۲ نفر (۹۱۸خانوار) بوده‌است.